# Kaple Panny Marie Bolestné (Mořkov)
Kaple Panny Marie Bolestné v Mořkově je stavba z roku 1853, kterou nechal v dnešní ulici „U Kaple“ vystavět sedlák Jan Jeřábek (27. září 1826 Mořkov – 8. února 1916 Žilina u Nového Jičína), potomek bratra rytíře Jana Jeřábka z Mořkova.[zdroj?] V kapličce se nachází obraz zachycující snímání Ježíšova těla z kříže a pod oltářem i erb rodu Jeřábků[zdroj?] vytesaný do kamene. Původně byl tento znak umístěn v průčelí zdejšího kostela svatého Jiří. V roce 2010 byla kaple prohlášena kulturní památkou.